# Wonderlicke avontuer van twee goelieven
Wonderlicke avontuer van twee goelieven is een anoniem in 1624 verschenen verhaal over een liefdesromance in de tijd van de Dertigjarige Oorlog.
De geliefden, Waterbrandt en Wintergroen, worden in hun liefde gedwarsboomd, omdat de ouders van het meisje haar willen uithuwelijken aan een rijke oude man. Waterbrandt vertrekt als huurling naar Duitsland, het meisje volgt hem in travestie. Na tal van omzwervingen en avonturen, besluit Waterbrandt naar West-Indië te gaan, hij keert gefortuneerd terug, waarop het stel besluit naar dit `aerdts paradijs’ te vertrekken. Het avonturenverhaal kan geschreven zijn voor het Leidse studentenpubliek, maar richt zich, gezien de gunstige schildering van West-Indië, mogelijk ook op kapitaalkrachtige figuren: het werkje kwam op de markt toen de West-Indische Compagnie bezig was investeerders te zoeken om haar beginkapitaal bijeen te brengen. Het verhaal werd geannoteerd opnieuw uitgebracht door een groep neerlandici-in-opleiding onder leiding van E.K. Grootes in 1984, een uitgave die in 1988 werd herdrukt.